# 黑鰭鱒
黑鰭鱒，為輻鰭魚綱鮭形目鮭科的一種，被IUCN列為次級保育類動物。

## 分布
本魚分布於歐洲愛爾蘭。

## 特徵
本魚體呈紡錘狀，略側扁，體呈淺棕色到銀色，魚鰭為暗褐色或黑色，體具有許多大斑點或紅色小斑點，體長可達33公分。

## 生態
本魚棲息在湖泊中上層水域，屬肉食性，以水生昆蟲為食，會遷徙在湖泊支流繁殖。

## 經濟利用
為食用魚，但因過度捕撈，有瀕臨絕種的危機。